# フロリダ大学アフリカ学研究センター
フロリダ大学アフリカ学研究センター（フロリダだいがくアフリカがくけんきゅうセンター 英: University of Florida Center for African Studies 頭字語：CAS）はフロリダ大学教養学部に置かれた学術研究機関。アフリカを教育と研究の対象とし、課題は広く言語や人文科学、社会科学や農業、ビジネスや工学、教育や美術、環境研究や自然保護、ジャーナリズムや法律の諸分野に求める。
上記の研究領域において、学士と修士、博士課程の学科を教える。

## 設立の趣旨
当センターはフロリダ大学教養学部にあり、本学のすべての分野でアフリカに関する教育と研究の卓越性を促進することを設立の趣旨とする。アメリカ合衆国の国立アフリカ資源センターの格付を得た。また統合プログラムを通じて、学校システムや大学、地域社会のグループや企業を対象に、より広くアフリカに関する知識の普及に努めている。使命の中心にアフリカ大陸の個人や機関との連絡を維持し、双方向のつながりの拡大を置く。当センターは学部教育に加え、アフリカ研究者コミュニティの継続的な発展に不可欠な大学院研究を促進し、支援する。
当センター（CAS）は言語、人文科学、社会科学、農業、経営経済、工学、教育、美術、環境研究と保全、ジャーナリズム、法律など、さまざまな分野で100を超える提携教育研究教員をかかえる。センターの常勤または非常勤教員の多くはアフリカ研究のコアカリキュラムの開発を促し、学部の副専攻および大学院の学位取得を促進してきた。
普及担当ディレクターは常勤とし、幼稚園から高校の教師ならびに高等教育機関の教育者に加え、実業界やメディア、地域社会のグループに向けて活発なプログラムを催し、継続的な研修の機会提供を監督する。
CASはアメリカ合衆国教育省の国立資源センタープログラムよりタイトルVI助成金を受け、国際関係の研究分野における教育、普及および開発をめざす。合衆国の南東部で唯一の国立のアフリカ資源センターであり、亜熱帯全域で国が行う資源センターとして随一と位置付けられる。

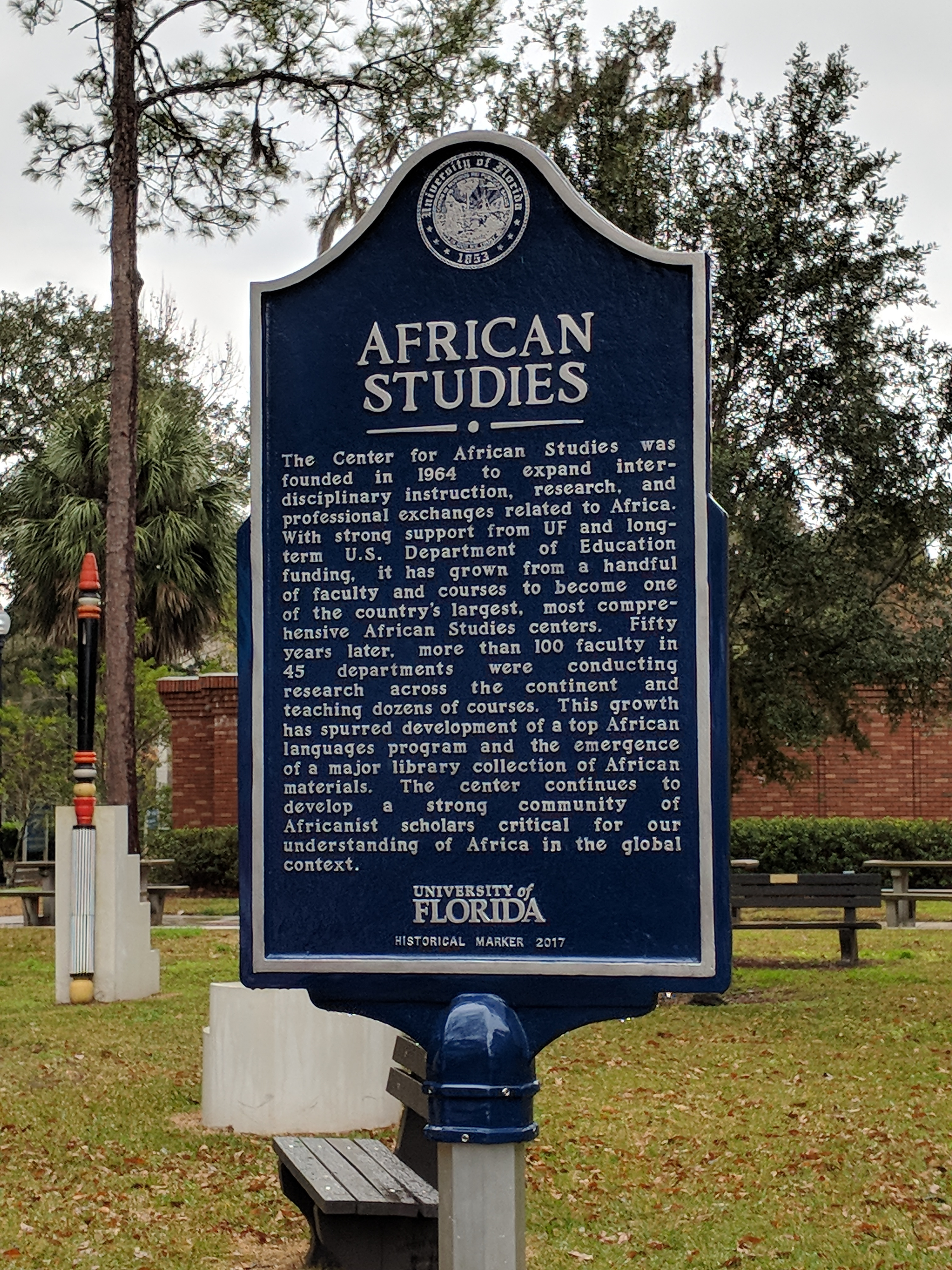
アフリカ研究センターの沿革を伝える標識（グリンターローン）

このように、アフリカをグローバルな文脈で理解する重点課題に取り組むには、極めて重要な役割を果たす。本大学が国際的な側面を拡大しつつある現在、当センターは主な活動により、本学の他の構成員と協力し、キャンパス内外でアフリカ関連のプログラムの推進を目指す。

## アフリカ諸語の学習
アフリカ語学プログラムは当センターの活動の中心のひとつに数えられ、キャンパス内外で本学の構成員と協力してアフリカ関連の研究推進に寄与することを目指す。学部教育に加え大学院課程ならびにアフリカ研究者コミュニティの発展の継続に不可欠な部分として、本学言語文学文化学部（Department of Languages, Literatures, & Cultures）と緊密に協力し、アフリカ諸言語を対象に実行可能で包括的かつ動的なプログラムの開発・維持に尽力する。
現在、CASが実施する語学研修はアカン語、アムハラ語、アラビア語、スワヒリ語、ウォロフ語、コサ語、ヨルバ語を対象としており、かつては他の言語も取り上げた。本学はアフリカの言語専攻を提供する大学としてアメリカ第2である。

## アフリカ研究文献集
本学図書館群のアフリカ研究文献集は、ジョージ・A・スマザーズ図書館の固有の資源と認められ、アメリカ国内で最も優れたテーマ別文献集のひとつに数えられる。農業や公衆衛生、社会科学や人文科学、職業などの分野から文献をまとめている。本学のアフリカ研究プログラムはこれら文献の学術および専門領域の広さと深さを反映し、アフリカ大陸研究において動植物や人々と文化、天然資源や野生生物の学際的あるいは応用研究に取り組む。またCASは図書館の資料とサービスを資金面で支え、合衆国政府の National Resource Center 格付とタイトルVI助成金（教育省）をあてている。
アフリカ研究文献集は電子化を進め、一部は本学電子図書館からオンラインで公開する。またその電子文献集の下位分類にはアフリカ美術 The Arts of Africa = Les Arts d'Afriqueとアフリカ写真資料集に加え、野生生物保護、ジャンマリー・デシート 研究 Jean Marie Deerscheid、オニチャ・マーケット文学 Onitsha Market Literature、ジョージ・フォーチュン収集資料 George Fortune Collectionsおよびマーティン・リクリ写真集 Martin Rikli Photographs Collectionが含まれる。
特筆に値する刊行物の多くは電子化し、G・フォーチュン収集資料の南バントゥー言語学資料（特にショナ語）、ドナルド・アブラハム収集資料のルソフォンの文化と歴史（アンゴラとモザンビークに特化）があげられる。そのほかアフリカ学の先人、グウェンドレン・M・カーターの集めた南アフリカ解放闘争の関連資料、ボブ・キャンベル撮影によるダイアン・フォッシーとカリソケ研究センターの写真、あるいはM・リクリがとらえたイタリアによるエチオピア侵攻とその後の占領態勢（1935-1936年）の写真集も、検索目録をオンラインで公開し、関連する手稿類の電子化は今後の課題である。
アフリカの地図は、16世紀から21世紀まで「アフリカ地図コレクション」にあり、大航海時代から現代にいたる最も重要な地図製作者の作品の例を集めた。

## アフリカ研究学術誌
アフリカ研究センターの設立趣旨は、本学の教員や大学院生にとどまらず広くアフリカ研究を促進することにあり、学術誌『African Studies Quarterly』（ASQ）を創刊した。アフリカ大陸に関連する最高の研究成果の発表を目指したオンライン版学術誌であり、学際的な論文に査読を尽くしてオープンアクセスで提供する。
『ASQ』は分野を問わずアフリカに関するあらゆる主題のオリジナル原稿を募集する電子ジャーナルである。審査対象は当該分野の学術水準を満たし、学際的な読者の関心を引く必要がある。